# Shinpo Matayoshi
 (juin 2020).
Shinpo Matayoshi, né en décembre 1921 et mort en septembre 1997, est un karatéka japonais, surnommé « le maître des armes ».

## Biographie
Né à Okinawa il découvre très jeune les Kobudo, sous la direction de son père Shinko Matayoshi. Son père lui enseigne non seulement les techniques okinawaienne, mais aussi les techniques chinoises qu'il avait lui-même apprises lors de ses nombreux voyages à travers la Chine pour étudier les Arts martiaux chinois, et en particulier le maniement des armes.
Shinpo Matayoshi étudia aussi le Karaté "Kingaï-ryu", style créé par son père, ainsi que. le Goju-ryu. Après la guerre, il perpétua la tradition familiale en enseignant les Kobudo d'Okinawa dans la ville de Kawasaki dans le département de Kanagawa au Japon.
Rentré à Okinawa en 1960, il poursuivit son enseignement dans le dojo de son  vieux Maître Seiko Higa (du style Goju-ryu). Il fit de nombreux déplacements au Japon hors d'Okinawa pour dispenser son enseignement. Il était pleinement conscient qu'il manquait de véritables enseignants de Kobudo dans le développement des arts martiaux. Ce qui nuiraient à son développement, malgré le succès international du Karaté.
En 1969, il fonda donc le dojo "Kodokan" du nom de son père (Shin Ko, ko signifiant : lumière) afin d'initier ses disciples authentiques aux secrets du Kobudo d'Okinawa. En 1970, Shinpo Matayoshi fonda l'Association de Kobudo des îles Ryūkyū, qui par un enseignement traditionnel fondé sur l'exercice du corps et de l'esprit permet de cultiver chez les jeunes, de véritables valeurs morales sur lesquelles peut se baser la société. Deux ans après, ayant reçu l'approbation gouvernementale, l'association fut renommée « Fédération du Kobudo d'Okinawa » (All Okinawa Kobudo Renmei).
En 1973, il entreprend un voyage en Europe, puis aux États-Unis afin de favoriser l'expansion du Kobudo dans le monde. Shinpo Matayoshi organise de nombreuses manifestations dont en 1976, la première grande réunion des Arts Martiaux. Il effectue également de nombreux déplacements dans diverses régions. En 1976, pour représenter sa fédération et transmettre ses enseignements en Europe, il nomme officiellement Kenyu Chinen, dont il dit à l'époque qu'il est son meilleur élève, et qui venait de s'installer en France,.
Il fait aussi des démonstrations de Kobudo lors de la Cérémonie de restitution d'Okinawa au Japon à Kagoshima. En outre, parmi ses nombreuses activités, on peut noter sa participation à de très nombreuses fêtes et cérémonies. En 1983, il envoya une délégation de Karaté et de Kobudo en tournée en Argentine, au Brésil, au Venezuela et aux États-Unis et en 1984 à Hawaii, à l'occasion du 85e anniversaire de l'immigration japonaise. Ces voyages avaient pour but de présenter le Karaté et le Kobudo, de développer les échanges internationaux dans le domaine des Arts martiaux et d'instaurer des relations amicales. Ces démarches remportèrent un vif succès.
10e dan de Kobudo et 10e dan de karaté, il reçut au Japon le titre rarissime de « trésor impérial vivant ».
Shinpo Matayoshi meurt en septembre 1997 à l'âge de 75 ans.